# Intern Academy
Pour plus de détails, voir Fiche technique et Distribution.
Intern Academy (Médecin en herbe au Québec) est un film canadien, réalisé par Dave Thomas, sorti en 2004.

## Synopsis
Six jeunes internes sont amenés à remplacer les médecins de l'hôpital St. Albert. Au programme : chasse aux patients, parties de jambes en l'air, baignade en salles de physiothérapie et jeux en tout genre à la morgue ! La relève est assurée...

## Fiche technique
- Titre original : Intern Academy
- Titre québécois : Médecins en herbe
- Réalisation : Dave Thomas
- Scénario : Dave Thomas
- Musique : Ian Thomas
- Production : Andrew Alexander, Rhonda Baker, Kevin DeWalt, Josh Miller, Marie-Claude Poulin et Nic Wry
- Pays d'origine : Canada
- Format : Couleurs
- Genre : comédie
- Date de sortie : 2004

## Distribution
Légende : Version Québécoise = VQ
- Peter Oldring (VQ : Hugolin Chevrette) : Mike Bonnert
- Pat Kelly (VQ : Benoit Éthier) : Dale Dodd
- Viv Leacock (VQ : Tristan Harvey) : Marlon Thomas
- Ingrid Kavelaars (VQ : Viviane Pacal) : Mira Towers
- Jane McLean (VQ : Charlotte Bernard) : Christine Lee
- Christine Chatelain (VQ : Camille Cyr-Desmarais) : Mitzi Cole
- Lynda Boyd (VQ : Christine Séguin) : Cynthia Skyes
- Carly Pope (VQ : Geneviève Désilets) : Sarah Calder
- Dave Foley : Dr. Denton Whiteside
- Dave Thomas (VQ : Marc Bellier) : Dr. Omar Olson
- Dan Aykroyd (VQ : Mario Desmarais) : Dr. Cyrill Kipp
- Maury Chaykin : Dr. Roger 'Tony' Toussant
- Matt Frewer : Dr. Anton Keller
- Saul Rubinek : Dr. Sam Bonnert